# Shooting Stars Sports Club
Maillots
Le Shooting Stars Sports Club est un club nigérian de football fondé dans les années 1950 et basé dans la ville d'Ibadan. Edith Agoye est l'entraineur depuis octobre 2017.

## Palmarès
| Compétitions nationales | Compétitions internationales |
| - Championnat du Nigeria (5) : - Champion : 1976, 1980, 1983, 1995 et 1998 - Coupe du Nigeria (8) : - Vainqueur : 1959, 1961, 1966, 1969, 1971, 1977, 1979 et 1995 - Finaliste : 1975 | - Ligue des champions de la CAF : - Finaliste : 1984 et 1996 - Coupe de la CAF (1) : - Vainqueur : 1992 - Coupe d'Afrique des vainqueurs de coupe (1) : - Vainqueur : 1976 - Coupe de l'UFOA (1) : - Vainqueur : 1998 |

## Anciens joueurs
- Bassey Akpan
- Manasseh Ishiaku
- Samuel Okunowo
- Rashidi Yekini